# NGC 7043
NGC 7043 est une galaxie spirale barrée située dans la constellation de Pégase. Sa vitesse par rapport au fond diffus cosmologique est de 4 612 ± 23 km/s, ce qui correspond à une distance de Hubble de 68,0 ± 4,8 Mpc (∼222 millions d'al). NGC 7043 a été découverte par l'astronome allemand Albert Marth en 1863.
La classe de luminosité de NGC 7043 est I et elle présente une large raie HI.

## Groupe de NGC 7042
Selon A. M. Garcia NGC 7043 fait partie du groupe de NGC 7042. Ce groupe de galaxies renferme au moins 11 membres dont NGC 7015, NGC 7025, NGC 7042, NGC 7043, IC 1359 et six autres galaxies du catalogue Uppsala.
D'autre part, NGC 7042 et NGC 7043 forment une paire de galaxie,.

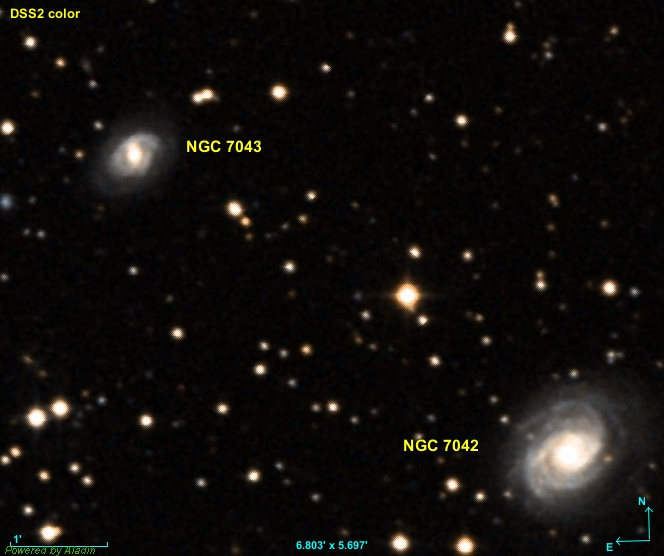
La paire de galaxies NGC 7042 et NGC 7043.